# Pagekon řasnatý
Pagekon řasnatý (Correlophus ciliatus) je drobný ještěr, který se vyskytuje na Nové Kaledonii, hlavně na ostrůvcích Grande Terre a Île des Pins. Je to oblíbený terarijní živočich. Poprvé byl popsán v roce 1866. Až do znovuobjevení v roce 1994 byl považován za vyhynulý druh.

## Taxonomie
Autor prvního popisu druhu, francouzský zoolog Alphonse Guichenot, stanovil označení Correlophus ciliatus. Později byl druh přejmenován na Rhacodactylus ciliatus, nejnovější taxonomická analýza však zjistila výraznou odlišnost od velkých gekonů a navrhla návrat ke Guichenotovu označení.

## Vzhled
Pagekoni dorůstají délky přes 16 centimetrů. Zbarvení může být rezavé, to je nejčastější, nazelenalé, bleděžluté nebo hnědé. Kůže zpravidla není jednobarevná: má na sobě flíčky, nepravidelné pruhy nebo tečky. Hlava má přibližně tvar kosočtverce a nad očima vyrůstají malé výstupky, jakoby "řasy", které se pak táhnou podél hlavy a přes hřbet až ke kořeni ocasu. Ovíjivý ocas je v koncové části oploštělý, a pokud se zvíře cítí ohroženo, může se část ocasu odlomit. Odlomená část již pak nikdy nedoroste do původní velikosti. Samečci mají kousek nad kloakou linií šupin s malými dírkami, kterým se říká póry, a jsou viditelné od ranního věku pouze u samečků. U starších samečků je kousek nad kloakou viditelná výrazná boule. U samiček žádné póry nejsou ani boule.

## Životní prostředí a životní styl
Pagekon obývá deštné lesy a je aktivní hlavně večer, v noci a za svítání, den tráví spánkem ve svých úkrytech. Šplhá po stromech do výšky 15 metrů.

## Potrava
Na rozdíl od většiny druhů gekonů je všežravý, živí se nejrůznějšími bezobratlými a plody.

## Rozmnožování
Je jen málo známo o jeho pářících zvyklostech v přírodě, ale v zajetí se tito gekoni rozmnožují velmi snadno. Samice snáší dvě vejce, z nichž se po 60–150 dnech líhnou malí pagekoni.

## Pagekon řasnatý v chovu
Pagekoni jsou mezi chovateli velmi oblíbení. Bylo vyšlechtěno mnoho barevných variet a strukturálních znaků. V zajetí za vhodných podmínek a správné péči se dožívá až 15 let i více.
Terárium o minimálních rozměrech 40 × 40 × 50 cm pro jednoho jedince by mělo obsahovat živé nebo umělé rostliny a úkryty, kde bude zvíře odpočívat. Uvnitř nádrže by měla být udržována vysoká vlhkost vzduchu až 90 %.